# مسح الانفعال
في الفيزياء، يعتبر مسح الانفعال الاسم العام لعديد من التقنيات التي تهدف إلى قياس الانفعال في مادة بلورية من خلال تأثيره على حيود الأشعة السينية والنيوترونات. في هذه الطرق، يتم استخدام المادة نفسها كمقياس للانفعال.
يتم اشتقاق الطرق المختلفة من حيود المسحوق. ولكن تبحث عن التحولات الصغيرة في طيف الحيود التي تشير إلى تغيير في مؤشر الشبكة بدلاً من محاولة اشتقاق معلومات هيكلية غير معروفة. إذا تم إجراء قياسات كافية في اتجاهات مختلفة، فمن الممكن اشتقاق موتر الانفعال. إذا كانت الخصائص المرنة للمادة معروفة، فيمكن بعد ذلك حساب موتر الإجهاد.

## المبادئ
في أبسط مستوياته، يستخدم مسح الانفعال التحولات في قمم حيود «براج» لتحديد الانفعال. يتم تعريف الانفعال على أنه التغيير في الطول ({\displaystyle d}) مقسومًا على الطول الأصلي ({\displaystyle d_{0}}). في مسح الانفعال القائم على الحيود، يصبح: التغيير في موضع الذروة مقسومًا على الموضع الأصلي. تكتب المعادلة الدقيقة من حيث زاوية الانعراج، أو الطاقة، أو - بالنسبة للنيوترونات البطيئة نسبيًا - زمن الرحلة كالتالي:
{\displaystyle \epsilon ={\frac {\Delta d}{d_{0}}}={\frac {\Delta \theta }{\theta _{0}}}={\frac {\Delta E}{E_{0}}}={\frac {\Delta t}{t_{0}}}}

## طرق
تتأثر تفاصيل هذه التقنية بشكل كبير بنوع الإشعاع المستخدم بسبب اختلاف خصائص الأشعة السينية في المختبر والأشعة السينية السنكروترونية والنيوترونات. ومع ذلك، هناك تداخل كبير بين الطرق المختلفة.